# Vijay Anand Nedumpuram
Vijay Anand Nedumpuram CMI (* 24. September 1938 in Cherpumkal, Indien) ist ein syro-malabarischer Geistlicher und emeritierter Bischof von Chanda.

## Leben
Vijay Anand Nedumpuram trat der Ordensgemeinschaft der Carmelites of Mary Immaculate bei und empfing am 17. Mai 1967 die Priesterweihe.
Papst Johannes Paul II. ernannte ihn am 20. April 1990 zum Bischof von Chanda. Die Bischofsweihe spendete ihm der Erzbischof von Ernakulam, Antony Kardinal Padiyara, am 3. Juli desselben Jahres; Mitkonsekratoren waren Joseph Pallikaparampil, Bischof von Palai, und Paulinus Jeerakath CMI, Bischof von Jagdalpur.
Papst Franziskus nahm am 31. Juli 2014 seinen altersbedingten Rücktritt an.